# クーデタークラブ
『クーデタークラブ』は、松本光司による日本の漫画作品。『週刊ヤングマガジン』（講談社）にて連載された。作者にとっては初の週刊連載作品である。

## 概要
単行本における作者の後書きによると、かねてから興味があった女装趣味と、連合赤軍等の学生運動とを一緒にして話が作られたとのことである。また、初の週刊連載作品ということで、連載に非常に苦労したことも語られている。

## あらすじ
進学校に通う松崎潤は、退屈でつまらない学校や友人達に退屈していた。そんなあるとき自分自身を変えようと女装趣味へとハマっていく。しかし、その現場を美少女・絵衣子に盗撮され、ゆすられ連れていかれたのは、一般の生徒には知られていない非公認の部活動、革命部「クーデタークラブ」であった。

## 主な登場人物
松崎潤
主人公。平凡な眼鏡男子高校生だったが、絵衣子に惚れた勢いでクーデタークラブ（革命部）へと入部し、様々な困難に巻き込まれて行く。また変身願望から趣味の女装をすると容姿、性格とも一変。大胆な行動ができるようになり、数々の困難を克服していく。
松岡ユウジ
クーデタークラブの部長。冷静かつ冷淡で逆らうものには容赦しないカリスマ的指導者。リアリティー（「生きている」という実感）復活の目的のため部を発足し、テロリズムなどの反社会活動の道へと進んで行く。
村上健一
クーデタークラブの部員で松崎潤の同級生の友人。潤と同じ眼鏡男子で、女装が趣味。ユウジに対して激しい対抗心とホモセクシャル的感情を抱く。
村上メグミ
村上健一の姉。出張性感マッサージの仕事をしており、潤や健一の様々なサポートをしていく。
村上よしお
村上健一の弟。視線恐怖症のため全身を包帯に包み、サングラスをかけている。
高山絵衣子
美衣の双子の姉。活発な性格。松崎潤に惚れられているが、絵衣子自身はユウジに惚れている。
高山美衣
絵衣子の双子の妹。絵衣子とは違いおっとりした性格をしている。
雪子
美衣の友人。バレーボール部のエース。失踪事件に巻き込まれる。
斉藤
雪子の恋人で、引きこもりの青年。ネット上の世界では「キング」のハンドルで有名な死体画像の収集マニア。

## 書誌情報
松本光司 『クーデタークラブ』 講談社〈ヤンマガKCスペシャル〉、全6巻
1. 2000年12月26日発売[1]、ISBN 978-4-06-336922-9
2. 2001年4月6日発売[1]、ISBN 978-4-06-336944-1
3. 2001年7月6日発売[1]、ISBN 978-4-06-336961-8
4. 2001年10月5日発売[1]、ISBN 978-4-06-336986-1
5. 2002年2月6日発売[1]、ISBN 978-4-06-361018-5
6. 2002年3月6日発売[1]、ISBN 978-4-06-361024-6